# آيت يزيد (آيت حكيم آيت يزيد)
آيت يزيد هي إحدى مشيخات المملكة المغربية، تتبع جغرافيا لإقليم الحوز وإداريًا لآيت حكيم آيت يزيد. يقدر عدد سكانها بـ 3275 نسمة حسب الإحصاء الرسمي للسكان والسكنى لسنة 2004.